# Олуяз (Сабинский район)
Олуяз (тат. Олыяз) — село в Сабинском районе Республики Татарстан, в составе Изминского сельского поселения.

## Географическое положение
Село находится на правом притоке реки Мёша, в 16 км к северу от районного центра, посёлка городского типа Богатые Сабы.